# Эрстен (кантон)
Эрстен (фр. Canton d'Erstein) — кантон на северо-востоке Франции в регионе Гранд-Эст (бывший Эльзас — Шампань — Арденны — Лотарингия), департамент Нижний Рейн, округ Селеста-Эрстен. В результате модификации, проведенной в результате административной реформы 18 февраля 2014 года, общее количество коммун в его составе с марта 2015 года увеличилось с 14 до 28-ми.
По закону от 17 мая 2013 и декрету от 18 февраля 2014 года количество кантонов в департаменте Нижний Рейн уменьшилось с 44 до 23-х. Новое территориальное деление департаментов на кантоны вступило в силу во время выборов 2015 года.
Начиная с выборов в марте 2015 года, советники избираются по смешанной системе (мажоритарной и пропорциональной). Избиратели каждого кантона выбирают Совет департамента (новое название генерального Совета): двух советников разного пола. Этот новый механизм голосования потребовал перераспределения коммун по кантонам, количество которых в департаменте уменьшилось вдвое с округлением итоговой величины вверх до нечётного числа в соответствии с условиями минимального порога, определённого статьёй 4 закона от 17 мая 2013 года. В результате пересмотра общее количество кантонов департамента Нижний Рейн в 2015 году уменьшилось с 44-х до 23-х.
Советники департаментов избираются сроком на 6 лет. Выборы территориальных и генеральных советников проводят по смешанной системе: 80 % мест распределяется по мажоритарной системе и 20 % — по пропорциональной системе на основе списка департаментов. В соответствии с действующей во Франции избирательной системой для победы на выборах кандидату в первом туре необходимо получить абсолютное большинство голосов (то есть больше половины голосов из числа не менее 25 % зарегистрированных избирателей). В случае, когда по результатам первого тура ни один кандидат не набирает абсолютного большинства голосов, проводится второй тур голосования. К участию во втором туре допускаются только те кандидаты, которые в первом туре получили поддержку не менее 12,5 % от зарегистрированных и проголосовавших «за» избирателей. При этом, для победы во втором туре выборов достаточно простого большинства (побеждает кандидат, набравший наибольшее число голосов).

## Консулы кантона
| Период      | Консул                | Должность                        |
| ----------- | --------------------- | -------------------------------- |
| 1945 — 1949 | M. Klein              |                                  |
| 1949 — 1951 | Jean-Philippe Bapst   | Мэр коммуны Эрстен (1935—1965)   |
| 1951 — 1988 | Alfred Bapst          | Мэр коммуны Герстайм             |
| 1988 — 2013 | Francis Grignon       | Мэр коммуны Нордуз (1977—2001)   |
| 2013 — 2015 | Laurence Muller-Bronn | Мэр коммуны Герстайм с 2001 года |

После реформы 2015 года консулов избирают парами:
| Консулы кантона после реформы 2015 года: | Консулы кантона после реформы 2015 года: | Консулы кантона после реформы 2015 года: | Консулы кантона после реформы 2015 года: |
| Период                                   | Пара консулов                            | Статус                                   | Должность                                |
| ---------------------------------------- | ---------------------------------------- | ---------------------------------------- | ---------------------------------------- |
| 2015 — 2021                              | Laurence Muller-Bronn                    | LR                                       | Мэр коммуны Герстайм                     |
| 2015 — 2021                              | Denis Schultz                            | UDI                                      | Мэр коммуны Санд                         |

## История
Кантон был основан 15 февраля 1790 года в ходе учреждения департаментов.
Официальная дата создания кантона — 1793 год. С созданием округов 17 февраля 1800 года, кантон с 1801 года переподчинён в качестве составной части округа Барр, а затем (с 1806 года) Селеста.
В составе Германской империи с 1871 по 1919 год не было административного деления на кантоны и округа, а была создана единая имперская провинция Эльзас-Лотарингии без административного деления на города и общины.
С 28 июня 1919 года кантон Эрстен является частью округа Эрстен.
С 1940 по 1945 год территория была оккупирована гитлеровской Германией.
С 1974 года кантон в составе нового округа Селеста-Эрстен (в результате административной реформы произошло объединение округов Селеста и Эрстен в новый округ Селеста-Эрстен).
В марте 2015 года кантон модифицирован в результате административной реформы в его составе 28 коммун округа Селеста-Эрстен.

## Состав кантона
До 2015 года кантон включал в себя 14 коммун:
| Код INSEE | Коммуна    | Французское название | Почтовый индекс | Площадь, км² | Население (2013) | Плотность, чел/км² |
| --------- | ---------- | -------------------- | --------------- | ------------ | ---------------- | ------------------ |
| 67054     | Больсенайм | Bolsenheim           | 67150           | 4,35         | 476              | 109,4              |
| 67086     | Добенсанд  | Daubensand           | 67150           | 3,87         | 364              | 94,1               |
| 67130     | Эрстен     | Erstein              | 67150           | 36,22        | 10916            | 301,4              |
| 67154     | Герстайм   | Gerstheim            | 67150           | 16,42        | 3297             | 200,8              |
| 67197     | Эндисайм   | Hindisheim           | 67150           | 11,84        | 1396             | 117,9              |
| 67200     | Ипсайм     | Hipsheim             | 67150           | 4,52         | 901              | 199,3              |
| 67217     | Иштратсайм | Ichtratzheim         | 67640           | 3,09         | 273              | 88,4               |
| 67266     | Лимерсайм  | Limersheim           | 67150           | 5,58         | 666              | 119,4              |
| 67336     | Нордуз     | Nordhouse            | 67150           | 11,0         | 1726             | 156,9              |
| 67338     | Обенайм    | Obenheim             | 67230           | 7,99         | 1405             | 175,8              |
| 67364     | Остуз      | Osthouse             | 67150           | 9,72         | 911              | 93,7               |
| 67438     | Шефферсайм | Schaeffersheim       | 67150           | 3,96         | 841              | 212,4              |
| 67501     | Юттенайм   | Uttenheim            | 67150           | 4,77         | 553              | 115,9              |
| 67526     | Вестуз     | Westhouse            | 67230           | 11,94        | 1475             | 123,5              |

После административной реформы площадь кантона — 268,51 км², включает в себя 28 коммун округа Селеста-Эрстен: к 14 коммунам из прежнего состава кантона Эрстен добавлена коммуна Дибольсайм упразднённого кантона Маркольсайм и ещё 13 коммун из состава упразднённого кантона Бенфельд: Бенфельд, Боофзайм, Виттернайм, Кертсфельд, Коженайм, Матсенайм, Рино, Росфельд, Санд, Сермерсайм, Фризенайм, Эрбсайм и Юттенайм, суммарная численность населения — 47 076 человек (по данным INSEE, 2013), плотность населения — 175 чел/км².
С марта 2015 года в составе кантона 28 коммун:
| Код INSEE | Коммуна    | Французское название | Почтовый индекс | Площадь, км² | Население (2013) | Плотность, чел/км² |
| --------- | ---------- | -------------------- | --------------- | ------------ | ---------------- | ------------------ |
| 67028     | Бенфельд   | Benfeld              | 67230           | 7,79         | 5716             | 733,8              |
| 67054     | Больсенайм | Bolsenheim           | 67150           | 4,35         | 476              | 109,4              |
| 67055     | Боофзайм   | Boofzheim            | 67860           | 11,94        | 1264             | 105,9              |
| 67086     | Добенсанд  | Daubensand           | 67150           | 3,87         | 364              | 94,1               |
| 67090     | Дибольсайм | Diebolsheim          | 67230           | 7,03         | 680              | 96,7               |
| 67130     | Эрстен     | Erstein              | 67150           | 36,22        | 10916            | 301,4              |
| 67146     | Фризенайм  | Friesenheim          | 67860           | 12,03        | 628              | 52,2               |
| 67154     | Герстайм   | Gerstheim            | 67150           | 16,42        | 3297             | 200,8              |
| 67192     | Эрбсайм    | Herbsheim            | 67230           | 8,6          | 909              | 105,7              |
| 67197     | Эндисайм   | Hindisheim           | 67150           | 11,84        | 1396             | 117,9              |
| 67200     | Ипсайм     | Hipsheim             | 67150           | 4,52         | 901              | 199,3              |
| 67216     | Юттенайм   | Huttenheim           | 67230           | 12,55        | 2629             | 209,5              |
| 67217     | Иштратсайм | Ichtratzheim         | 67640           | 3,09         | 273              | 88,4               |
| 67233     | Кертсфельд | Kertzfeld            | 67230           | 9,43         | 1263             | 133,9              |
| 67246     | Коженайм   | Kogenheim            | 67230           | 11,77        | 1178             | 100,1              |
| 67266     | Лимерсайм  | Limersheim           | 67150           | 5,58         | 666              | 119,4              |
| 67285     | Матсенайм  | Matzenheim           | 67150           | 7,14         | 1411             | 197,6              |
| 67336     | Нордуз     | Nordhouse            | 67150           | 11,0         | 1726             | 156,9              |
| 67338     | Обенайм    | Obenheim             | 67230           | 7,99         | 1405             | 175,8              |
| 67364     | Остуз      | Osthouse             | 67150           | 9,72         | 911              | 93,7               |
| 67397     | Рино       | Rhinau               | 67860           | 17,35        | 2756             | 158,9              |
| 67412     | Росфельд   | Rossfeld             | 67230           | 6,15         | 929              | 151,1              |
| 67433     | Санд       | Sand                 | 67230           | 6,35         | 1140             | 179,5              |
| 67438     | Шефферсайм | Schaeffersheim       | 67150           | 3,96         | 841              | 212,4              |
| 67464     | Сермерсайм | Sermersheim          | 67230           | 10,12        | 862              | 85,2               |
| 67501     | Юттенайм   | Uttenheim            | 67150           | 4,77         | 553              | 115,9              |
| 67526     | Вестуз     | Westhouse            | 67230           | 11,94        | 1475             | 123,5              |
| 67545     | Виттернайм | Witternheim          | 67230           | 4,99         | 511              | 102,4              |